# Matčino milosrdenství
Matčino milosrdenství (v anglickém originále Mother's Mercy) je desátý a závěrečný díl páté řady seriálu Hry o trůny od HBO. Scénář epizody napsali hlavní tvůrci David Benioff a D. B. Weiss, zatímco režie se chopil David Nutter. Epizoda si získala velký ohlas od kritiků, kteří chválili Lenu Headeyovou, ztvárňující Cersei Lannister, za její herecký výkon.

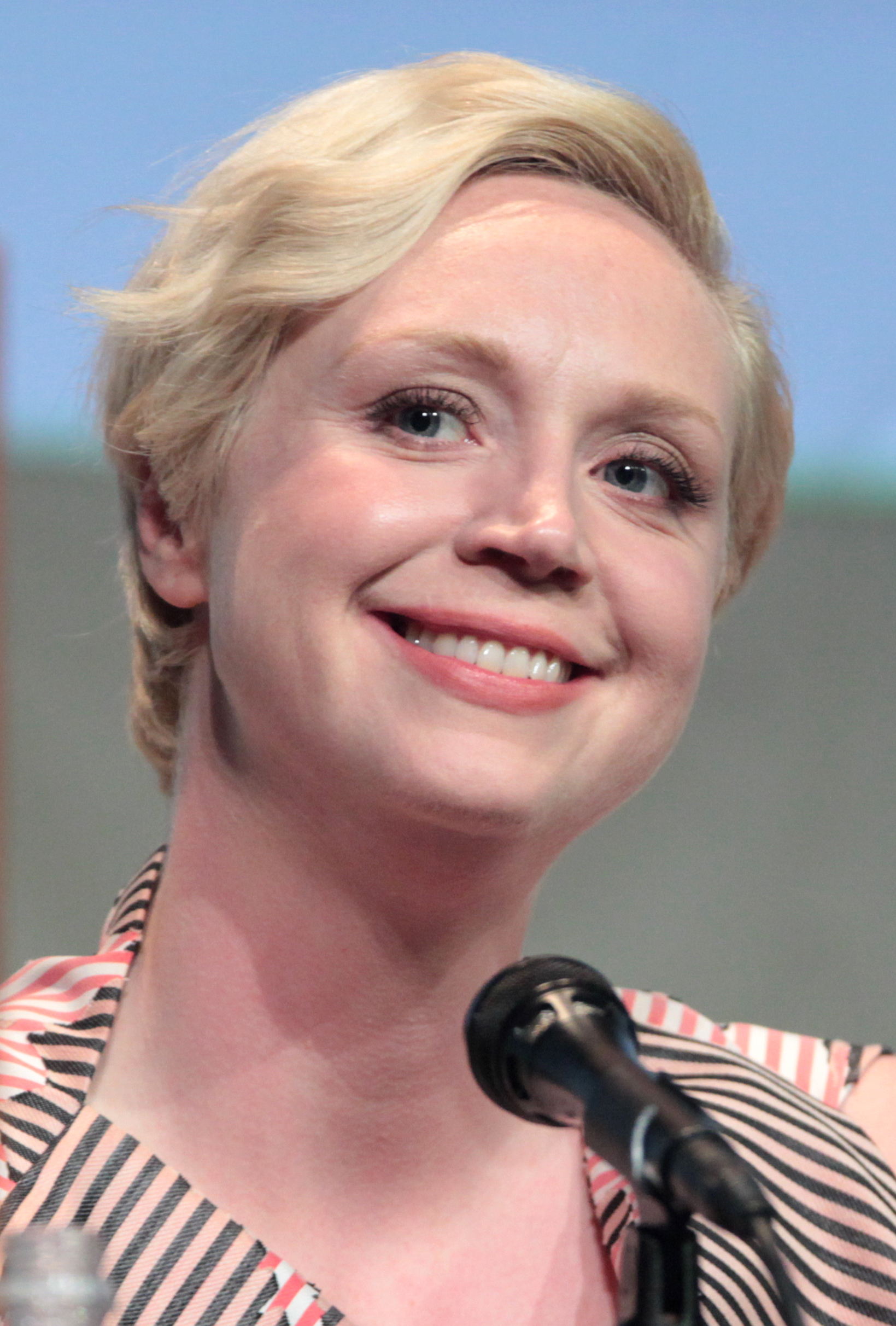
Gwendoline Christie ztvárňující Brienne z Tarthu

## Děj

### Na severu
Rudá kněžna Melisandra (Carice van Houtenová) předpoví Stannisu Baratheonovi (Stephen Dillane), že následující bitvu s Boltony o Zimohrad vyhraje díky oběti, kterou přinesl: nechal upálit vlastní dceru Shireen ve jménu Pána Světla. Stannis ale Melisandru odmítá a je nevrlý. Plánuje útok na Zimohrad, když mu jeho důstojníci oznámí, že všichni podplacení žoldnéři zběhli i s koňmi. Následně Stannis nachází v lese svoji manželku Selyse (Tara Fitzgeraldová) mrtvou. Oběsila se. Další voják Stannisovi oznámí, že Melisandra na koni opustila tábor a odjíždí pryč. I přes všechnu nepřízeň osudu nařizuje, aby byli vojáci seřazeni do formace a vydává se na Zimohrad.
Stannis pochoduje se svojí armádou na Zimohrad. Počasí jim nepřeje. Mezitím se Sanse (Sophie Turner) povede uniknout z pokoje na Zimohradu, kde byla držena. Brienne z Tarhu (Gwendoline Christie) je varována Podrickem Paynem (Daniel Portman) před příchodem Stannisovy armády. Sansa zapaluje svíčku (smluvené znamení pro Brienne) právě ve chvíli, kdy Brienne i s panošem Podrickem odjíždí pryč.
Stannis se chce připravit na obléhání Zimohradu, avšak Boltonové nemohou obléhání dopustit a hodlají se se Stannisovou armádou střetnout v boji na otevřeném poli. Stannis, přestože ví, že před armádou Boltonů nemá šanci, se vrhá do boje. Bitva je krátká a jeho armáda je drtivě poražena. Stannis je zraněný, ale přežije. Pak jej ale najde Brienne, která Stannisovi vypráví o tom, jak sloužila u Renlyho a o jeho vraždě, kterou měl na svědomí právě Stannis za pomoci Melisandry. Nakonec jej probodne.
Sansa marně čeká na Brienninu pomoc a vydává se na hradby hradu. Tam potká Myrandu (Charlotte Hope), milenku svého sadistického manžela Ramsayho (Iwan Rheon), která ji chce zmrzačit. Chce Sansu udržet na hradě a na pomoc si přivádí i Theona „Smraďocha“ Greyjoye (Alfie Allen), ten se ale na poslední chvíli rozhodne Sansu zachránit a shazuje Myrandu z hradeb. Sansa i Theon vědí, že pokud se Ramsay vrátí a zjistí, že zabili jeho milenku, bude je mučit. Proto se oba rozhodnout, že skočí z hradeb do sněhu, který by je mohl zachránit od smrti. Scéna končí záběrem, kdy se Theon a Sansa drží za ruku a skáčou dolů.

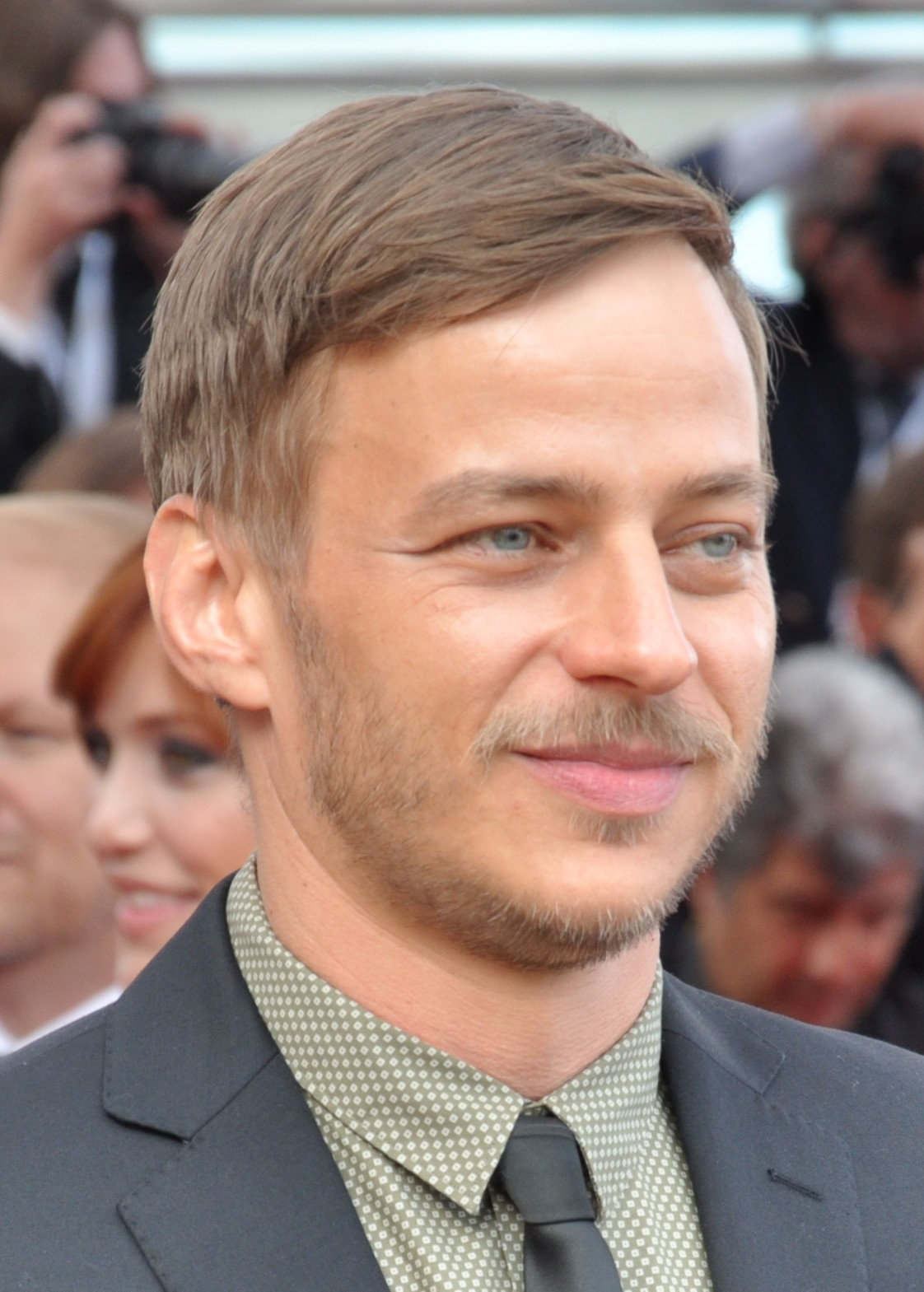
Tom Wlaschiha, který ztvárnil Jaqena

### Na Zdi
Jon Sníh (Kit Harington) mluví se Samem (John Bradley) a lituje, že v Tvrdodomově musel zanechat přes deset tisíc Divokých, kteří byli přemoženi Bílými chodci a sami se stali nemrtvými. Sam nabízí jako řešení dračí sklo nebo valyrijskou ocel, avšak obě suroviny jsou vzácné a je jich příliš málo. Samwell prosí Jona, aby ho s Gilly (Hannah Murray) a malým Samem poslal do Starého města, kde by se stal mistrem. Jon původně nechce nechat svého přítele odjet, avšak nakonec mu odjezd umožní. Sam slibuje, že se na Zeď vrátí a připíjí si s Jonem.
Na Černý hrad přijíždí Melisandra z Ašaje. Jon i Davos Mořský (Liam Cunningham) chtějí vědět, co se stalo se Stannisem i jeho armádou, ona je však odmítá. Davos chce vědět, co se stalo s princeznou Shireen, ale Melisandra mu neprozradí, že ji sama nechala upálit, aby si tak naklonila Boha, který jim nakonec nepomohl. Jon se zavírá ve své pracovně, když k němu přijde Olly (Brenock O'Connor), který tvrdí, že jeden z Divokých viděl Jonova strýce Benjena. Jon Ollymu věří a jde ven. Tam jej napadne skupina strážců Zdi v čele se serem Alliserem (Owen Teale). Nakonec Jona ubodají. Poslední ránu mu zasadí právě mladý chlapec Olly.

### V Braavosu
Arya Stark se stává nájemnou vražedkyní v Domě Mnohotvářného Boha, ale brzy na ulici potkává sera Meryna Tranta (Ian Beattie), který je na jejím seznamu (společně s takovými, jako jsou Ohař, Cersei, nebo Joffrey). Trant je pedofil se sadistickými sklony a v Braavoském nevěstinci si vybírá obzvlášť mladá děvčata, která pak bije. Jednom z jím vybraných dívek je i Arya (Maisie Williamsová), která se do domu vetřela. Arya na sobě má cizí tvář a on tak nepoznává, kdo je. Ta přečkává jeho bití bez vydání hlásky a nakonec masku sundává. Trant dceru bývalého strážce Severu poznává, než ale stihne cokoliv říct, vytáhne Arya nůž a vypíchne mu oči. Pak mu zasadí ještě několik bodných ran a nakonec mu podřízne hrdlo. Vrací se do Dómu, kde je potrestána za to, že vzala život, aniž by to dostala za úkol. Dívka bez tváře (Faye Marsay) Aryu odvádí k Jaqenovi (Tom Wlaschiha). Ten Arye vysvětlí, že za to, že vzala „špatný“ život, zaplatí smrtí. Jed ale vypije on. Arya je ze ztráty přítele zničená, pak se jí za zády ale objevuje skutečný Jaqen a ona zjistí, že ten, kdo vypil jed, byl další z najatých asasínů, která na sobě pouze měl masku Jaqena. Arya ale přesto zaplatit musí; je připravena o zrak a vyhoštěna z Dómu.

### V Dorne
Myrcela (Nell Tiger Free) se loučí s Doranem Martellem (Alexander Siddig) a se strýcem/otcem Jaimem (Nikolaj Coster-Waldau) odjíždí do Králova přístaviště. Během plavby se jí Jaime přizná, že není jen její strýc, ale také otec. Přizná se, že Myrcelinu matku miluje a doufá, že to pochopí. Myrcela je ráda, že je to Jaime, kdo je jejím otcem a ne Robert Baratheon, avšak pak začne krvácet z nosu. Padá na zem mrtvá. Otrávila ji Ellaria (Indira Varma), která nemohla dovolit, aby se mladá dívka vrátila do své vlasti, protože věděla, že už by se nevrátila.

### V Meereenu
Jorah Mormont (Iain Glen) a Daario (Michiel Huisman) se rozhodnou vydat zachránit Daenerys, která při masovém útoku Synů Harpyje uletěla na svém drakovi do divočiny. Chce s nimi jet i Tyrion (Peter Dinklage), ale ten musí zůstat ve městě, aby Meereenu vládl. Pomáhat mu v tom bude Šedý červ (Jacob Anderson) a Missandei (Nathalie Emmanuel). Tyrion se setkává s Varysem (Conleth Hill).
Mezitím se Daenerys (Emilia Clarkeová) potuluje s Drogonem divočinou. Neví, kde se nachází a Drogon je navíc zraněný a nemůže ji vzít zpět do města. Daenerys se chce vrátit, ale Drogon je rád, že je na svobodě a jakýkoliv Daenerysin pokus o odjezd zmaří. Jde sama najít potravu a naráží na obrovský khalasar. Ví, že je v nebezpečí a schovává do trávy svůj prsten, doufaje, že ho najde Jorah nebo Daario.

### V Králově přístavišti
Cersei (Lena Headeyová) je stále uvězněna v septu. Každý den k ní přichází septa Unella (Hannah Waddingham) a nutí ji k doznání. Nakonec Cersei zlomí a donutí ji kát se před Nejvyšším vrabčákem (Jonathan Pryce). Přiznává se ke vztahu s Jaimem Lannisterem, ale lže, když říká, že otcem jejích dětí je skutečně Robert. Myslí si, že když se přizná, bude volná, po jejím přiznání se ale ještě musí konat soud. Nejvyšší vrabčák jí dovolí, vrátit se před soudem do Rudé bašty, předtím se ale musí kát – cestu od septa do Rudé bašty musí projít úplně nahá. Cestu se rozhodne podstoupit a přestože se začátku chce být statečná a jít s hlavou vztyčenou, posměch a urážky lidu nesnese a s brekem utíká. V cestě jí nakonec pomůže Hora (Hafþór Júlíus Björnsson) a Qyburn (Anton Lesser).

## Produkce

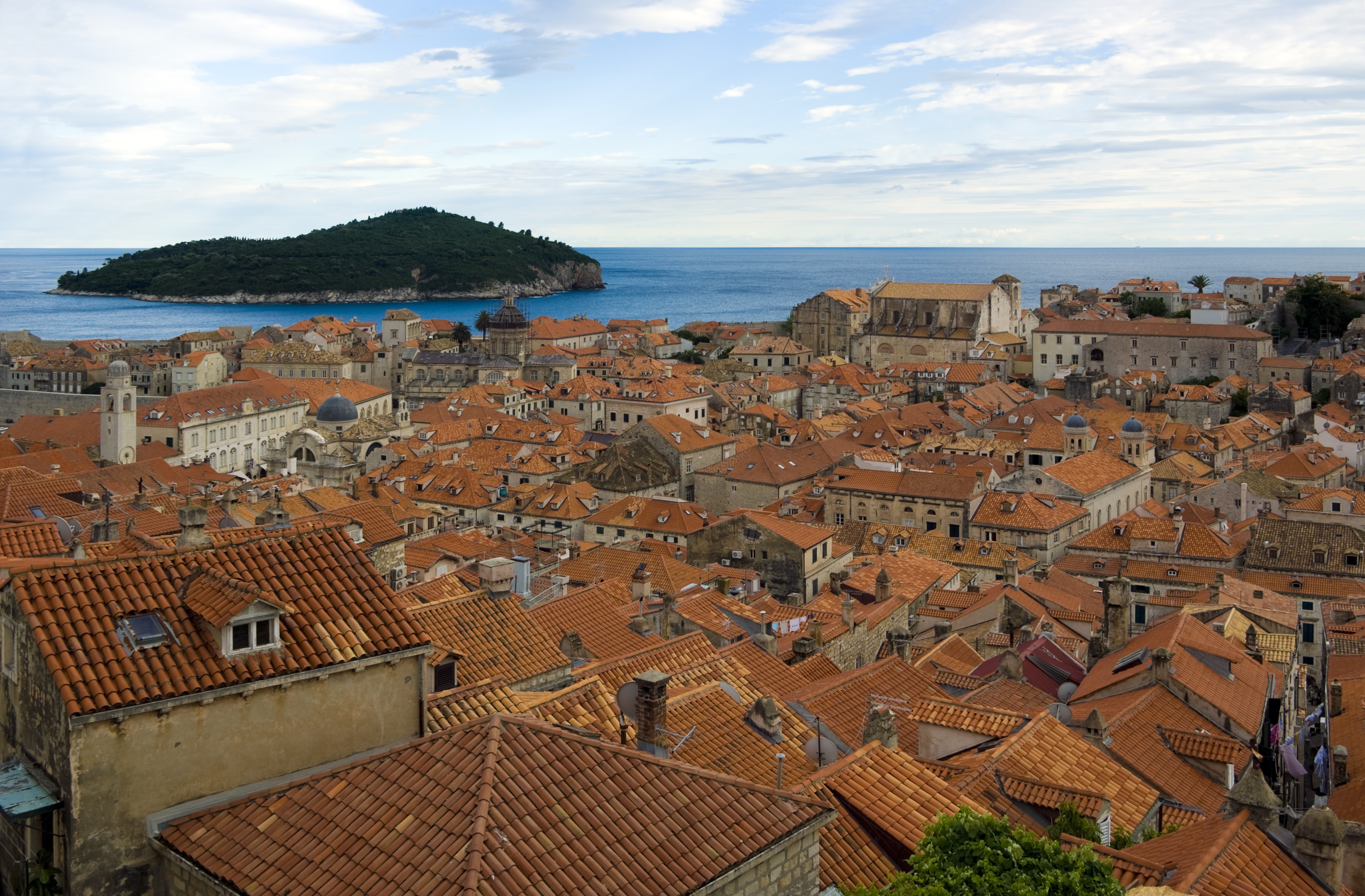
Město Dubrovník, kde se natáčela scéna s Lenou Headey

Epizodu „Matčino milosrdenství“ režíroval David Nutter, který byl režisérem i předchozí epizody Tanec draků, zatímco scénáře se ujali dva hlavní tvůrci: David Benioff a D. B. Weiss. Větší část epizody je inspirována již vydanými knihami George R. R. Martina Hostina pro vrány a Tanec s draky. Několik částí je ale podle Martinovy knihy, která dosud nebyla vydána: Vichry zimy.
Lena Headeyová, ztvárňující Cersei Lannister, měla před sebou při natáčení úkol, projít nahá okolo mnoha lidí v chorvatském Dubrovníku, který byl pro účely natáčení využit. Nebyla to ale ona, kdo tuto scénu natočil, nýbrž herečka Rebecca Van Cleave. Cestu prošly obě ženy: Lena zahalená v šatech pleťové barvy a Van Cleave zcela nahá. Následně byly scény spojeny v jednu a Cersei tak měla tělo Rebeccy Van Cleave a hlavu Leny Headey. Důvodů, proč Headeyová nechtěla, respektive nemohla, tuto scénu natočit je více: v té době již pravděpodobně čekala své druhé dítě (dceru Tallulah Kiarra) a navíc má na těle výrazné a rozsáhlé tetování. V té době sedmadvacetiletá Rebecca Van Cleave byla vybrána na základě konkurzu, kterého se účastnilo přes tisíc žen-hereček. Samotné natáčení scény se neobešlo bez komplikací, protože po tom, co se HBO oznámilo, že se bude natáčet v Dubrovníku se proti tomu postavili představitelé místního katolického kostela.
Premiéru epizody vidělo přes 8,1 milionů diváků. To je více, než jakákoliv z předchozích epizod, žádná totiž nepřesáhla sledovanost 8 milionů. Samotná epizoda si u kritiků získala kladné hodnocení, především pak Headeyová/Van Cleaveová ve scéně, kdy Cersei nahá prochází ulicemi Králova přístaviště. David Nutter získal za režírování epizody Primetime Emmy a tuto cenu také získali maskéři.